# Olosega County
Olosega County är ett county i Amerikanska Samoa (USA).   Det ligger i distriktet Manuadistriktet, i den västra delen av landet, 120 km öster om huvudstaden Pago Pago. Olosega County ligger på ön Olosega Island.